# Peter Hoeres

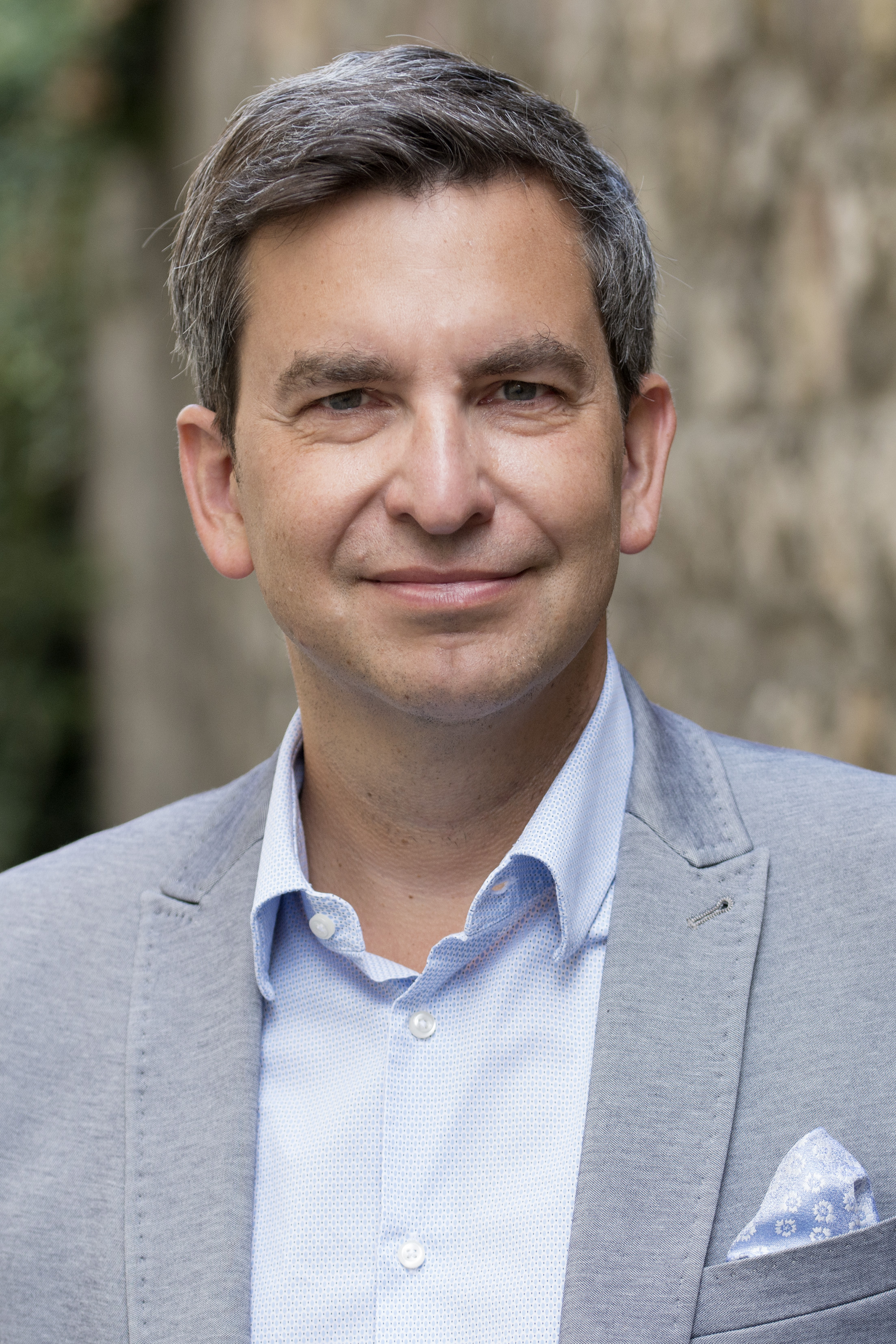
Peter Hoeres (2019)

Peter Hoeres (* 13. November 1971 in Frankfurt am Main) ist ein deutscher Historiker. Er ist Professor für Neueste Geschichte an der Universität Würzburg.

## Leben und wissenschaftlicher Werdegang
Peter Hoeres ist ein Sohn des Philosophen Walter Hoeres. Er studierte von 1992 bis 1997 Geschichte, Philosophie und Politikwissenschaft an der Universität Frankfurt am Main und der Universität Münster. Nach dem Magister Artium 1998 war er wissenschaftliche Hilfskraft und Dozent für Politikwissenschaft an der Universität Duisburg-Essen am Standort Essen.
Im Anschluss war Hoeres Promotionsstipendiat der Studienstiftung des deutschen Volkes und wissenschaftlicher Mitarbeiter im Projekt „Computergestützte Hochschullehre im Fach Geschichte“ an der Universität Münster. 2002 wurde er bei Hans-Ulrich Thamer in Geschichte mit der Dissertation Krieg der Philosophen. Die deutsche und die britische Philosophie im Ersten Weltkrieg zum Dr. phil. promoviert, wofür er ein Jahr später mit dem Dissertationspreis der Universität Münster ausgezeichnet wurde. Von 2004 bis 2007 war er wissenschaftlicher Mitarbeiter bei Hans-Ulrich Thamer am Historischen Seminar in Münster und von 2007 bis 2011 bei Frank Bösch am Historischen Institut der Universität Gießen, wo er auch assoziiertes Mitglied des International Graduate Centre for the Study of Culture wurde.
2010 erhielt Hoeres das Postdoctoral Fellowship des Deutschen Historischen Instituts Washington und 2011 ein Forschungsstipendium der Gerda Henkel Stiftung. 2011 habilitierte er sich mit der von Frank Bösch betreuten Arbeit Außenpolitik und Öffentlichkeit. Massenmedien, Meinungsforschung und Arkanpolitik in den deutsch-amerikanischen Beziehungen von Erhard bis Brandt. Danach vertrat er die Professuren für Fachjournalistik Geschichte an der Universität Gießen und für Neueste Geschichte an der Universität Mainz.
2013 wurde Hoeres Professor für Neueste Geschichte an der Universität Würzburg. Zu seinen Forschungsschwerpunkten gehören internationale Geschichte, Kulturgeschichte, Mediengeschichte sowie Wissenschafts- und Ideengeschichte. Er gehörte von 2012 bis 2016 dem Ausschuss des Verbandes der Historiker und Historikerinnen Deutschlands an.
Hoeres hat zwei DFG-Projekte zur Geschichte der Frankfurter Allgemeinen Zeitung (FAZ) geleitet. Dabei veröffentlichte er im September 2019 eine Geschichte dieser Zeitung. Derzeit leitet er ein BMZ-Projekt zur globalen Aufarbeitung von Diktaturvergangenheiten, in dessen Rahmen die Website after-dictatorship.org herausgegeben wird und ein BMBF-Projekt zur Aufarbeitung der Franco- und Salazar-Diktaturen in Spanien und Portugal. Darüber hinaus ist Hoeres als Mitglied der Historischen Kommission bei der Bayerischen Akademie der Wissenschaften Leiter der NDB-online. Hoeres erstellte im 2020 erteilten Auftrag von Heidi Goëss-Horten das Gutachten über den Vermögens- und Geschäftsaufbau von Helmut Horten im Kontext der „Arisierung“ in der Zeit des „Dritten Reiches“.
Hoeres beschäftigte sich wiederholt kritisch mit der deutschsprachigen Ausgabe der Internet-Enzyklopädie Wikipedia. 2014 verfasste er einen Vortrag in der Sektion Wikipedia und die Geschichtswissenschaft des Deutschen Historikertages. Ein wesentlich erweiterter Aufsatz aus dem Jahr 2020 trägt den Titel Geschichtsvermittlung und Geschichtspolitik in der Wikipedia. Im Herbst 2020 gehörte er zu den Erstunterzeichnern des Appells für freie Debattenräume.
Hoeres ist Mitglied der Görres-Gesellschaft und seit 2015 zusammen mit Thomas Brechenmacher Leiter von deren Sektion für Geschichte. Ab 2017 war Hoeres acht Jahre lang Mitglied im Wissenschaftlichen Beirat der Bundeszentrale für politische Bildung. Er ist Mitglied des 2021 ins Leben gerufenen Netzwerks Wissenschaftsfreiheit. 2024 erklärte Hoeres seinen Austritt aus dem Verband der Historiker und Historikerinnen Deutschlands mit der Begründung, dieser positioniere sich nicht klar genug gegen den Antisemitismus während des Krieges in Israel und Gaza. Hoeres ist Erstunterzeichner des Aufrufs „Kein Platz für Antisemitismus an Hochschulen!“ der Initiative „Profs against antisemitism“.
Im April 2025 äußerte eine studentische Initiative der „Linken Liste“, „Grünen Hochschulgruppe“ und „Volt“ Kritik am Würzburger Lehrstuhl für Neueste Geschichte unter der Leitung von Peter Hoeres und warf ihm eine inhaltliche Nähe zu neurechten Positionen vor, was eine öffentliche Debatte über Ausrichtung und Inhalte der Lehre auslöste. Das Bayerische Staatsministerium für Wissenschaft und Kunst erklärte nach einem Gespräch mit Hoeres und dem Präsidenten der Universität, „dass die von Teilen der Studierenden kritisierten Äußerungen und Publikationen, auch von Lehrstuhlmitarbeitern, – entsprechend der Prüfungen der von der Hochschulleitung eingesetzten Taskforce – in keiner Weise zu beanstanden sind“. Die Taskforce hatte nur geprüft, „ob ein straf- oder disziplinarrechtlich relevantes Verhalten vorlag.“ Einer von dem Netzwerk Wissenschaftsfreiheit initiierten Solidaritätserklärung mit dem Lehrstuhl schlossen sich über 500 Professoren an (Stand: 10. April 2025).

## Wissenschaftspolitische und gesellschaftliche Positionen
Immer wieder publiziert Hoeres Beiträge in der Tagespresse, insbesondere in der Frankfurter Allgemeinen Zeitung, aber auch in der Main-Post, der Tagespost, Tichys Einblick und der Neuen Zürcher Zeitung. So schaltete er sich in die Diskussion um die auf dem 52. Deutschen Historikertag in Münster 2018 verabschiedete Resolution „Gegen den politischen Missbrauch von Geschichte“ ein. Damit wollte der Verband der Historiker und Historikerinnen Deutschlands (VHD) vor Angriffen auf die demokratischen Institutionen warnen, welche die Grundlagen der politischen Ordnung gefährdeten. Gemeinsam mit Dominik Geppert argumentierte Hoeres in der FAZ, Verfahren und Inhalt der Abstimmung seien wissenschaftlich fragwürdig und ein politischer Irrweg. Es würden genau jene Tendenzen befördert, welche die Resolution zu bekämpfen vorgebe. „Pegida und AfD leben davon, dass in Deutschland das Juste milieu die Diskursgrenzen immer enger ziehen und vieles, was gesellschaftlich umstritten ist, aus dem Kreis des legitimerweise Diskutierbaren ausgeschlossen sehen möchte.“ Geppert und Hoeres sprachen von „Gruppendruck“ und einem „Zwang zum öffentlichen Bekenntnis“. Statt „strittige Fragen sachlich und kontrovers zu diskutieren,“ sei es vielmehr darum gegangen „das moralisch vermeintlich Richtige per Akklamation zur Geltung zu bringen“. Ähnliche Kritik übten auch der Historiker Michael Wolffsohn, der feststellte, dass „der Historikerverband kein allgemeinpolitisches Mandat“ hat, Patrick Bahners, der ebenfalls in der FAZ fragte, warum „ein Fachverband Parteitag spielen [und] mit Kompromissformelsuche in der Flüchtlingspolitik“ als „Lehrer Deutschlands“ auftreten müsse, und Johan Schloemann in der Süddeutschen Zeitung, der die Resolution als jene „aufgeregte, hektische Zuspitzung“ bezeichnete, die „in der überwiegend liberalen Akademikerblase manche [...] den Rechtspopulisten empört attestieren.“
Krijn Thijs konnte die Kritik am Stimmverfahren nicht überzeugen, weil weder an der Entstehung der Resolution noch am Stimmverfahren viel auszusetzen gewesen sei. Die Vorstandsmitglieder Frank Bösch und Johannes Paulmann sahen in der Kritik eine „auf politische Lagerbildung angelegte Charakterisierung des VHD und seiner Mitglieder“, die weder der Vielfalt im Verband noch den Zielen des Vorstands entspreche. Die Verspottung der Mitglieder-Resolution als „staatstragend“ (Geppert/Hoeres) belege die „Verschiebung der politischen Mitte – in der Sprache, den Zuordnungen und im Ton. Von der Geschichtswissenschaft wird ‚politische Neutralität‘ eingefordert, aber mit politischen Argumenten, die von Lagerdenken geprägt sind.“ Fraglich sei, ob der Aufschrei, der die Resolution als „linksliberale Komfortzone“ (Geppert/Hoeres) denunziere, nicht mehr zum Aufstieg von Rechtspopulisten beitrage, als es angeblich die Erklärung des VHD tue. Petra Terhoeven, Mit-Initiatorin der Resolution, hielt den Widerspruch für symptomatisch: „Wenn dieser Text als linksliberales, sogar parteipolitisches Papier gilt, zeigt das, wie weit sich der Diskurs nach rechts verschoben hat.“
Hoeres hält häufig Vorträge bei Stiftungen und Akademien, so etwa bei der SPD-nahen Akademie Frankenwarte, der Theodor-Heuss-Akademie der Friedrich-Naumann-Stiftung für die Freiheit sowie in der rechtskonservativ bzw. neurechten Berliner Bibliothek des Konservatismus, für die CSU-nahe Hanns-Seidel-Stiftung und die Staatlichen Archive Bayerns.

## Schriften (Auswahl)
Monographien
- Der Krieg der Philosophen. Die deutsche und die britische Philosophie im Ersten Weltkrieg. Schöningh, Paderborn 2004, ISBN 3-506-71731-6 (Rezension, Rezension).
- Die Kultur von Weimar. Durchbruch der Moderne (= Deutsche Geschichte im 20. Jahrhundert. Band 5). be.bra Verlag, Berlin 2008, ISBN 978-3-89809-405-4 (Rezension, Rezension).
- Außenpolitik und Öffentlichkeit. Massenmedien, Meinungsforschung und Arkanpolitik in den deutsch-amerikanischen Beziehungen von Erhard bis Brandt (= Studien zur internationalen Geschichte. Band 32). Oldenbourg, München 2013, ISBN 978-3-486-72358-8 (Rezension).
- Gärtner der Rhizome. Geschichte digital erzählen auf Wikipedia (= EPUB-E-Book). Ripperger & Kremers, Berlin 2013, ISBN 978-3-943999-36-5.
- Zeitung für Deutschland. Die Geschichte der FAZ. Benevento, München und Salzburg 2019, ISBN 978-3-7109-0080-8 (Mit Anmerkungen, Literaturverzeichnis und Personenregister) (Rezension).
- mit Maximilian Kutzner: Der Kaufhauskönig. Helmut Horten – Biografie. Herder, Freiburg im Breisgau 2024, ISBN 978-3-451-39544-4 (Rezension, Rezension, Rezension).

Herausgeberschaften
- mit Armin Owzar, Christina Schröer: Herrschaftsverlust und Machtverfall. Oldenbourg, München 2013, ISBN 978-3-486-71668-9 (Rezension).
- mit Frank Bösch: Außenpolitik im Medienzeitalter. Vom späten 19. Jahrhundert bis zur Gegenwart (= Geschichte der Gegenwart. Band 8). Wallstein, Göttingen 2013, ISBN 978-3-8353-1352-1 (Rezension).
- mit Anuschka Tischer: Medien der Außenbeziehungen von der Antike bis zur Gegenwart. Böhlau, Wien, Köln, Weimar 2017.
- NDB-online, historisch-biographisches Nachschlagewerk (2020 ff.)
- mit Lasse B. Lassen, Holger Kohler: Das schwere Erbe des 20. Jahrhunderts. Die transnationale Aufarbeitung der iberischen und lateinamerikanischen Diktaturen (= Geschichte. Forschung und Wissenschaft). LIT Verlag, Münster 2025, ISBN 978-3-643-15629-7.